# Ангуладзе, Георгий Бежанович
Георгий Бежанович Ангуладзе или Андгуладзе (20 января 1866 — 22 марта 1948) — генерал-майор Российской императорской армии, участник русско-японской и Первой мировой войн. Кавалер ордена Святого Георгия 4-й степени (1917) и Георгиевского оружия (1918). После Октябрьской революции присоединился к Белому движению, где получил чин генерал-лейтенанта. После его поражения эмигрировал в Болгарию, а затем переехал во Францию

## Биография
Георгий Ангуладзе родился 29 января 1866 года. По вероисповеданию был православным. Окончил Озургетское 3-классное училище, после чего 10 февраля 1883 года вступил на службу в Российскую императорскую армию. В 1887 году окончил Тифлисское пехотное юнкерское училище, из которого был выпущен в 151-й пехотный Пятигорский полк. 9 сентября 1892 года получил старшинство в чине поручика, 6 мая 1900 года — в чине штабс-ротмистра, 6 мая 1901 года — в чине капитана. В течение семи лет и 28 дней был командиром роты.
Принимал участие в русско-японской войне. 15 ноября 1912 года был произведён в чин подполковника со старшинством с 26 февраля 1912 года. По состоянию на 1913 год служил в 49-м пехотном Брестском полку.
Участвовал в Первой мировой войне. По состоянию на февраль 1915 года служил в том же чине и полку. 7 мая 1915 года  «за отличия в делах» был произведён в полковники со старшинством с 15 ноября 1914 года. С 19 июля 1915 года по март 1917 года был командиром 49-го пехотного Брестского полка. Летом 1916 года участвовал в форсировании реки Серет, за что был удостоен ордена Святого Георгия 4-й степени. Затем занимал должности командующего бригадой 179-й пехотной дивизии и командующего 2-й бригадой 13-й пехотной дивизии. 1 июля 1917 года произведён в генерал-майоры со старшинством с 30 июля 1916 года.
После Октябрьской революции присоединился к Белому движению. В конце 1918 года начал службу в Крымско-Азовской армии, которой командовал Александр Боровский. 18 февраля 1919 года назначен на должность командира Крымского сводного пехотного полка. Летом 1919 года стал командиром 13-й пехотной бригады, а затем и дивизией, в которую она была развёрнута. Во второй половине августа 1920 года командовал группой войск, которая была сформирована из 13-й и 34-й пехотных дивизий. 30 декабря 1920 года «за боевые отличия» получил чин генерал-лейтенанта.
В ноябре 1920 года Георгий Бежанович был эвакуирован вместе с армией на Галлипольский полуостров. Затем переехал в Болгарию, а в 1921 году — во Францию. Жил в Париже. В 1924 году стал председателем «Объединения чинов 13-й пехотной дивизии в Париже». Скончался 22 марта 1948 года в Русском старческом доме в Сент-Женевьев де Буа и был похоронен на местном русском кладбище.

## Награды
Георгия Бежанович был удостоен следующих наград:
- Орден Святого Георгия 4-й степени (Приказ по армии и флоту от 4 апреля 1917);
- Георгиевское оружие (Приказ по Румынскому фронту №1618 от 14 марта 1918);
- Орден Святого Владимира 3-й степени с мечами (Высочайший приказ от 20 января 1916)
- Орден Святого Владимира 4-й степени с мечами и бантом (Высочайший приказ от 14 июля 1915)
- Орден Святой Анны 2-й степени с мечами (Высочайший приказ от 4 февраля 1915);
- Орден Святой Анны 3-й степени (1907);
- Орден Святой Анны 4-й степени (Высочайший приказ от 14 марта 1916)
- Орден Святого Станислава 2-й степени (1910); мечи к ордену (Высочайший приказ 5 декабря 1915)